# Edwin Drake
Edwin Laurentine "Coronel" Drake (Greenville, Nueva York; 29 de marzo de 1819-Bethlehem, Pensilvania; 9 de noviembre de 1880) fue un perforador de petróleo de los Estados Unidos a quien se le atribuye popularmente el haber "descubierto" el petróleo.
En 1859, un hombre le dijo a Drake que su máquina para extraer el petróleo nunca funcionaría. Así, el 27 de agosto de 1859, en un pozo que fue construido por Drake en Oil Creek, cerca de Titusville, condado de Crawford, Pensilvania, se encontró petróleo. Desde entonces, dicho día se conoce como el Día de Drake. Aunque el petróleo era conocido con anterioridad a este hecho, no estaba disponible en grandes cantidades suficientes para ser útil.
De acuerdo con el libro de Ida Tarbell (1904) The History of Standard Oil (La Historia de Standard Oil), el pozo de petróleo no fue una idea de Drake, sino de su empleador, George Bissell.
Bissell envió a Drake al lugar en la primavera de 1858. Drake, un nativo de condado de Greene, Nueva York, había pasado con anterioridad su vida trabajando como oficinista, agente de correos y conductor de ferrocarril. Tras las dificultades iniciales para localizar las partes necesarias para construir el pozo ocasionó que su pozo fuera denominado "el disparate de Drake", pero por el contrario tuvo éxito. 
Hemos de destacar que lo más importante no es que el pozo de Drake fuera o no el primero, sino que dicho pozo en Titusville comenzó la industria en su espectacular carrera. En un mismo día, otros hombres construyeron sus propios pozos petrolíferos en las cercanías.
El pozo de Drake llegó a una profundidad de 20 m, usándose perforación a percusión y una producción aproximada de 30 bbl por día.
Edwin Drake creó un imperio, pero irónicamente, Edwin  Drake murió pobre y el estado de Pensilvania tuvo que hacerse cargo de los gastos de su entierro.